# Грей, Эдмунд, 9-й барон Грей из Уилтона
Эдмунд де Грей (англ. Edmund de Grey; приблизительно 1469 — 5 мая 1511) — английский аристократ, 9-й барон Грей из Уилтона с 1499 года. Единственный сын Джона де Грея, 8-го барона Грея из Уилтона, и его жены Энн Грей. Унаследовал владения и титул после смерти отца. Был женат на Флоренс Гастингс, дочери сэра Ральфа Гастингса и Энн Тэтешолл, племяннице Уильяма Гастингса, 1-го барона Гастингса из Эшби де Ла Зуш. В этом браке родились:
- Элизабет (1491—1559), жена Джона Бриджеса, 1-го барона Чандоса[2];
- Джордж (1493—1515), 10-й барон Грей из Уилтона[3];
- Томас (1496—1517), 11-й барон Грей из Уилтона[4];
- Ричард (1505—1523), 12-й барон Грей из Уилтона[5];
- Уильям (1509—1562), 13-й барон Грей из Уилтона[5][6][7].